# Бер (Біркенталь) з Болехова
 Дов Бер (Біркенталь) з Болехова (1723, Болехів — 1805, там само) — галицький єврейський письменник та хроніст, купець і торговець вином.

## Життєпис
Народився в сім'ї виноторговця. Батько походив з Межиріча, під час Хмельниччини переїхав до Болехова, мав зв'язки з польською та угорською шляхтою.
Окрім талмудичної засвоїв світську науку в учителя-християнина, який навчив його також польської, латини, німецької та французької мов. Вивчав різні теологічні християнські праці, зокрема Новий Завіт. Після одруження відкрив значний склад мадярського вина у Львові, по яке кожного року їздив до Угорщини. Товар продавав зокрема магнатам, шляхті. Окрім того, тримав крамницю в центрі Болехова. Завдяки знайомству з представниками «високих сфер» став одним з чільних діячів свого народу в Галичині. 1759 року як представник урядової синагоги брав участь в диспуті з франкістами у львівській кафедрі.
Після того, як у 1772 році Галичина перейшла до Австрійської імперії взяв прізвище Біркенталь. На старість повернувся до рідного Болехова, був одним із лідерів юдейської громади Болехова.
Автор двох пам'яток:
- «Diwre(j) Bira» (івр. «Слова розуму»), у якому піддав критиці франкістів та деякі інші сектантські рухи тогочасного юдаїзму.
- друга праця збереглася неповна, перебувала в бібліотеці «Jewish College» (Лондон).

Перекладав на іврит німецькі та польські історичні твори. Окрім того, залишив мемуари, в яких описав соціальне, культурне і політичне життя єврейських громад Галичини XVIII століття.
Похований на болехівському кіркуті, його могила збереглася.

## Видання українською
- Дов Бер-Болеховер. Спогади / Переклад з польської Василя Луцика. — Брустурів: Дискурсус, 2018. — 128 с.